# Gödissa
Gödissa ist ein Ortsteil der Stadt Schmölln im Landkreis Altenburger Land in Thüringen.

## Geographie
Der Ort Gödissa befindet sich im westlichen Teil des Landkreises Altenburger Land und liegt etwa sieben Kilometer Luftlinie westsüdwestlich der Kreisstadt Altenburg. Zu der Gemarkung des Ortes gehört auch noch der Weiler Kratschütz.
Der Ort besteht heute aus zwei Gehöften und wenigen Häusern im Umfeld. Unmittelbar nördlich der Ortslage befindet sich ein etwa ein Hektar großer Teich mit Abfluss in den Bach Kleine Blaue Flut, einem Zufluss der Pleiße.

## Geschichte
Der Ort wurde erstmals 976 urkundlich als Villa Godessuua erwähnt, er wurde von Kaiser Otto II. dem Bistum Zeitz geschenkt. 1140 wurde der Ort Godiscowe genannt, 1324 Kudeschowe. Die auf einem Hügel südlich der beiden Güter erwähnte Kapelle wurde schon 1272 zur Pfarrkirche erhoben und war bis 1536 als Gotteshaus in Benutzung. Nach der Reformation wurde dieses Gebäude entweiht, zu einem Wohnhaus umgebaut und diente schon im 19. Jahrhundert als Scheune. Die beiden Glocken verbrachte man zur Kirche nach Mohlis. Das als Rittergut bezeichnete Gehöft gehörte den Grafen von Schönburg und wurde 1323 an den Deutschen Orden abgetreten.
Gödissa gehörte zum wettinischen Amt Altenburg, welches ab dem 16. Jahrhundert aufgrund mehrerer Teilungen im Lauf seines Bestehens unter der Hoheit folgender Ernestinischer Herzogtümer stand: Herzogtum Sachsen (1554 bis 1572), Herzogtum Sachsen-Weimar (1572 bis 1603), Herzogtum Sachsen-Altenburg (1603 bis 1672), Herzogtum Sachsen-Gotha-Altenburg (1672 bis 1826). Bei der Neuordnung der Ernestinischen Herzogtümer im Jahr 1826 kam der Ort wiederum zum Herzogtum Sachsen-Altenburg. 
Nach der Verwaltungsreform im Herzogtum gehörte Gödissa bezüglich der Verwaltung zum Ostkreis (bis 1900) bzw. zum Landratsamt Ronneburg (ab 1900). Das Dorf gehörte ab 1918 zum Freistaat Sachsen-Altenburg, der 1920 im Land Thüringen aufging. 1922 kam es zum Landkreis Altenburg.
Am 1. Juli 1950 wurde Gödissa nach Göldschen eingemeindet. Bei der zweiten Kreisreform in der DDR wurden 1952 die bestehenden Länder aufgelöst und die Landkreise neu zugeschnitten. Somit kam Gödissa als Ortsteil von Göldschen mit dem Kreis Schmölln an den Bezirk Leipzig; jener gehörte seit 1990 als Landkreis Schmölln zu Thüringen und ging bei der thüringischen Kreisreform 1994 im Landkreis Altenburger Land auf. Am 1. Januar 1957 wurde die Gemeinde Göldschen mit Gödissa nach Röthenitz eingemeindet. Die Gemeinde Röthenitz wurde wiederum am 25. August 1961 nach Altkirchen eingemeindet, wodurch Gödissa ein Ortsteil von Altkirchen wurde. Die Gemeinde Altkirchen wiederum wurde am 1. Januar 2019 nach Schmölln eingemeindet.